# Екологични проблеми в района на езеро Виктория
Екологичните проблеми на езерото Виктория са много сериозни и заплашват живота на растителните и животински организми в него.
Човешкият фактор, който влошава състоянието на езерото започва да действа още в края на 19 век и през последните 150 г. постепенно настъпват драстични промени във водите и дъното на езерото, в животинския и растителен свят в него. Около 1950 г. започва масово засяване на земеделски култури на земите в района и ползване на изкуствени торове. Лошото управление на земята, обезлесяването и битовото и индустриално замърсяване представляват заплаха за прехраната на 30-те милиона души, живеещи в близост до бреговете на езерото.
Околното население зависи изключително много от състоянието на езерните води във връзка с риболова, транспорта, добива на електроенергия, напояването на селскостопанските култури и т.н. Еколозите дори предсказват гибелта на всичко живо в езерото в следващите 50 години заради внасянето на утайки по дъното и общото замърсяване на водите на езерото.

## Промишлено и битово замърсяване
Един от основните проблеми за флората и фауната в езерото е бързото нарастване на населението около него и свързаното с това замърсяване на водите му. От териториите на трите околни държави, които преживяват демографски взрив, се изливат огромни количества замърсители. Изхвърлянето в езерото на химически торове, канализационни и отпадни битови води и промишлени отпадъци от околните предприятия е сериозна заплаха за водните обитатели. Освен всичко, това силно намалява нивото на кислород на дъното на езерото, при което поддържането на какъвто и да е аеробен живот там е твърде затруднено. Прозрачността на водата е прекалено намалена, което пречи на нормалния живот на всички видове, които го обитават. За да се определи степента на прозрачност на водата се измерва дълбочината, на която бял диск, потопен под водата, се вижда от повърхността. Това изследване показва силно намаляване на видимостта. В началото и почти до средата на 20 век тази видимост се е отчитала на 5 м., докато през 1990 г. тя е едва един метър. Във вътрешността на езерото прозрачността на водите достига до 8 m
Според информация на Британската съобщителна корпорация BBC от януари 2011 г. по крайбрежието на Кения, край третия по големина град в страната Кисуму, всеки ден в езерото се вливат тонове отпадъци от промишлените предприятия и жилищата. 20% от жилищната канализация се зауства в езерото и голяма част от изхвърлените отпадъци плуват по повърхността му.
Старите моторни рибарски лодки изпускат част от горивото си във водите на езерото и на някои места по повърхността му плуват нефтени петна. Освен това масова практика е във водите на езерото да се мият автомобили, което води до допълнителното му замърсяване.
Изкуствените торове, отмити от водите на реките и внесени от тях в езерото способстват за по-бързото размножаване на водния хиацинт и други плевели, които пречат на достъпа на кислород във водата. Процесите на еутрофикация бързо се разрастват поради демографския бум в крайезерните държави. Поради силното замърсяване на крайбрежните води рибите мигрират навътре в езерото и се спускат на по-голяма дълбочина. Това предизвиква сериозно безпокойство сред рибарите, които нямат оборудване за дълбочинен риболов. Тъй като риболовът е основен бизнес в района на езерото, са необходими интервенции за намаляване на ерозията на почвата и замърсяването на речните басейни.
През 1997 г. и 1998 г. са правени изследвания на концентрацията на олово, кадмий, арсен и селен във водите и утайките в езерото, както и в рибите, които го обитават. Замерванията са направени в 13 точки, разпръснати из езерото от октомври 1997 г. до февруари 1998 г. Тези химически елементи са избрани заради токсичното им действие и сериозните вреди, които нанасят на човешкия организъм. Кадмият действа негативно най-вече върху бъбреците, кръвта и костния мозък. Арсенът преминава в еритроцитите, разнася се из целия организъм и се натрупва трайно в косите, ноктите и кожата. Селенът е токсичен в по-големи концентрации. Оловото поразява кръвотворните органи и жлезите с вътрешна секреция. Показателите за всички тежки метали са от 10 до 40 пъти над нормите, утвърдени от United Nations Environment Programme (UNEP) и Световната здравна организация (World Health Organization – WHO). Съдържанието им във водите на езерото буди сериозно безпокойство, особено по отношение на селските райони, където водата от езерото се консумира без всякаква предварителна обработка и пречистване. Водоснабдителните системи в градовете вероятно имат по-малка концентрация на олово, тъй като водата се обработва предварително с химически вещества, намаляващи неговото съдържание.
Средна стойност на концентрацията на тежки метали в рибите, уловени в
 езерото Виктория, Кения (µg/g). В скобите – минимални и максимални измерени стойности.
| Изследвани риби                                      | Олово              | Кадмий             | Арсен              | Селен                |
| ---------------------------------------------------- | ------------------ | ------------------ | ------------------ | -------------------- |
| Норматив на UNEP/WHO (1998 г.)                       | 0,05               | 0,005              | 0,05               | 0,01                 |
| Нилска скарида (Caridina niloticus)                  | 16,7 (14,6 – 18,6) | 0,69 (0,60 – 0,80) | 23,1 (11,7 – 39,0) | 24,4 (13,7 – 35,7)   |
| Rastineobola argentea                                | 36,5 (29,2 – 46,6) | 1,94 (1,8 – 2,4)   | 64,9 (32,8 – 99,4) | 50,3 (32 – 69,6)     |
| Африкански сом (Clarias ganepinus)                   | 14,9 (10 – 19,5)   | 1,03 (0,8 – 1,3)   | 41,5 (26,8 – 60,1) | 26,2 (12,9 – 59,8)   |
| Нилска тилапия (в кожата) (Oreochromis niloticus)    | 14,2 (9,6 – 16,9)  | 0,92 (0,7 – 1,1)   | 33,8 (19,7 – 40,8) | 113,0 (41,1 – 208,9) |
| Нилска тилапия (в мускулите) (Oreochromis niloticus) | 12,7 (3,6 – 20,3)  | 0,82 (0,3 – 1,4)   | 27,8 (21,6 – 40,0) | 32,0 (41,5 – 176,3)  |
| Нилски костур (в цялата риба) (Lates niloticus)      | 14,7 (13,4 – 15,6) | 0,82 (0,8 – 0,9)   | 27,8 (25,9 – 34,8) | 32,0 (27,5 – 38,0)   |
| Нилски костур (в кожата) (Lates niloticus)           | 15,2 (14,4 – 15,7) | 0,78 (0,7 – 0,9)   | 32,6 (22,6 – 43,5) | 31,8 (21,7 – 39,1)   |

Средна стойност на концентрацията на тежки метали във водите в залива Уинам на
 езерото Виктория, Кения (µg/g). В скобите – минимални и максимални измерени стойности.
| Станция                                              | Олово              | Кадмий             | Арсен              | Селен              |
| ---------------------------------------------------- | ------------------ | ------------------ | ------------------ | ------------------ |
| Максимално допустими стойности на UNEP/WHO (1998 г.) | 0,05               | 0,005              | 0,05               | 0,01               |
| Град Кисуму/полицията                                | 0,45 (0,16 – 0,94) | 0,01 (0,01 – 0,01) | 0,25 (0,01 – 4,92) | 0,45 (0,01 – 0,82) |
| Град Кисуму/река Кусат                               | 0,45 (0,16 – 0,94) | 0,01 (0,01 – 0,02) | 1,82 (0,08 – 4,97) | 0,93 (0,01 – 2,24) |
| Град Кисуму/пристанището                             | 0,44 (0,19 – 0,89) | 0,01 (0,01 – 0,02) | 1,21 (0,08 – 4,97) | 0,53 (0,01 – 2,74) |
| Входа на залива Кисуму                               | 0,17 (0,16 – 0,18) | 0,01 (0,01 – 0,01) | 0,49 (0,01 – 0,97) | 0,81 (0,58 – 1,04) |
| Устието на река Кибос                                | 0,17 (0,17 – 0,17) | 0,01 (0,01 – 0,01) | 0,91 (0,85 – 0,99) | 1,02 (0,97 – 1,07) |
| Устието на река Няндо                                | 0,19 (0,18 – 0,19) | 0,01 (0,01 – 0,01) | 0,34 (0,25 – 0,43) | 0,80 (0,80 – 0,80) |
| Устието на река Сонду Мирю                           | 0,15 (0,12 – 0,18) | 0,01 (0,01 – 0,01) | 0,93 (0,46 – 1,30) | 0,50 (0,36 – 0,78) |
| Устието на река Авач                                 | 0,12 (0,04 – 0,17) | 0,01 (0,01 – 0,01) | 0,60 (0,08 – 2,02) | 0,75 (0,05 – 0,98) |
| Открити води в залива Уинам                          | 0,20 (0,19 – 0,20) | 0,01 (0,01 – 0,01) | 0,53 (0,36 – 0,70) | 1,22 (1,21 – 1,22) |
| Хълмовете Хома                                       | 0,15 (0,09 – 0,18) | 0,01 (0,01 – 0,01) | 2,38 (1,96 – 2,70) | 0,85 (0,64 – 1,01) |
| Устието на река Олуч                                 | 0,15 (0,12 – 0,19) | 0,01 (0,01 – 0,01) | 0,53 (0,06 – 1,30) | 0,96 (0,36 – 2,13) |
| Град Хома бей                                        | 0,20 (0,17 – 0,20) | 0,01 (0,01 – 0,01) | 0,16 (0,01 – 0,31) | 1,38 (0,62 – 2,13) |
| Град Асембо                                          | 0,21 (0,19 – 0,23) | 0,02 (0,01 – 0,02) | 0,35 (0,28 – 0,41) | 0,53 (0,47 – 0,58) |

Средна стойност на концентрацията на тежки метали в утайките в залива Уинам на
 езерото Виктория, Кения (µg/g сухо тегло). В скобите – минимални и максимални измерени стойности.
| Станция                     | Олово              | Кадмий             | Арсен                 | Селен                 |
| --------------------------- | ------------------ | ------------------ | --------------------- | --------------------- |
| Град Кисуму/полицията       | 34,5 (26 – 42,0)   | 1,30 (0,80 – 2,00) | 180,00 (70 – 390,0)   | 349,0 (10,00 – 614,0) |
| Град Кисуму/река Кусат      | 32,7 (20,4 – 53,0) | 1,26 (0,40 – 2,00) | 170,00 (37,6 – 340,0) | 317,0 (36,80 – 550,8) |
| Град Кисуму/пристанището    | 76,2 (75,6 – 76,8) | 1,30 (0,80 – 2,00) | 110,50 (46,4 – 154,8) | 269,0 (47,60 – 516,0) |
| Входа на залива Кисуму      | 43,5 (32,2 – 55,0) | 1,40 (0,80 – 2,00) | 300,0 (298 – 302,0)   | 377,9 (370,8 – 379,0) |
| Устието на река Кибос       | 32,5 (26,2 – 39,0) | 1,50 (1,00 – 2,00) | 226,0 (209 – 248,8)   | 369,0 (344,8 – 393,2) |
| Устието на река Няндо       | 43,5 (39 – 46,0)   | 2,00 (2,00 – 2,00) | 284,0 (247 – 321,0)   | 468,4 (452,8 – 486,0) |
| Устието на река Сонду Мирю  | 29,6 (17,2 – 46,0) | 1,35 (1,00 – 2,00) | 245,6 (188,4 – 389,2) | 542,9 (370 – 742,8)   |
| Устието на река Авач        | 40,6 (25,2 – 76,0) | 1,90 (1,20 – 2,80) | 203,0 (155,6 – 282,0) | 383,0 (328,8 – 439,4) |
| Открити води в залива Уинам | 41,5 (39 – 49,0)   | 2,00 (2,00 – 2,00) | 263,0 (247 – 278,0)   | 435,0 (408,8 – 462,0) |
| Хълмовете Хома              | 30,7 (16,8 – 47,0) | 1,35 (1,00 – 2,00) | 219,6 (162 – 330,0)   | 418,0 (376 – 454,0)   |
| Устието на река Олуч        | 32,2 (20,8 – 45,0) | 1,70 (1,20 – 2,00) | 259,0 (140 – 394,0)   | 452,0 (388 – 488,0)   |
| Град Хома бей               | 21,2 (20,8 – 21,6) | 1,20 (1,20 – 1,20) | 150,0 (142 – 157,2)   | 402,0 (375,6 – 428,4) |
| Град Асембо                 | 38,5 (35 – 42,0)   | 2,00 (2,00 – 2,00) | 300,0 (294 – 307,0)   | 460,0 (448 – 472,0)   |

## Обезлесяване на района
Поради обезлесяването на околните терени притокът на вода към езерото е толкова силно намален, че нивото му бавно започва да спада. По ирония на съдбата, изпълнените проекти за залесяване в планинските водосбори са влошили ситуацията. За контролиране на ерозията на почвата са били засадени бързо растящи екзотични дървета като евкалипта, които обаче поемат толкова много подпочвена вода, че потокът от изворите в реките е повлиян отрицателно. Няма тенденция обезлесяването на района да намалее. Според доклад на швейцарския изследователски институт Biovision от 2010 г. след 40 години населението на Африка се очаква да достигне 2 милиарда души. За изхранването на такова голямо количество хора ще е необходимо селскостопанската продукция да нарасне 3 пъти. А това означава, че изсичането на горите за извоюване на нови обработваеми земи ще продължи с бързи темпове. Поради бума на населението някои от островите в езерото се пренаселват, а на други, които са били безлюдни, започва заселване. Например на танзанийския остров Сенгерема са се заселили 3000 рибари. За изграждането на новите жилища и за гориво се изсичат околните гори и островите също постепенно започват да се обезлесяват. Липсата на дървета причинява огромни наслоявания от тиня по крайбрежието, особено през дъждовните сезони. Освен че пречат на корабоплаването край бреговете, пластовете тиня катализират и растежа на водния хиацинт.
През 2010 г. нивото на езерото Виктория е спаднало толкова, че не може да се обезпечи нормалната работа на турбините във водноелектрическите централи и те почти не действат. През 2009 г. главният хидролог на ООН в един от докладите си обвинява Уганда в кражба на вода. Оказва се, че угандийците тайно отвеждат вода от езерото към собствените си електростанции за да осигурят постоянно електроподаване в страната си.

## Воден хиацинт (ейхорния)
Освен широкото разпространение на водораслите, върху екологичното равновесие в езерото силно влияние оказва и водният хиацинт. В САЩ наричат това растение „плевел за милиони долари“, тъй като донася огромни загуби на стопанството. Във водите на езерото Виктория е внесено през 1989 г. като декоративно растение от Южна Америка и е намерило прекрасна почва за развитие в тях. Поради липсата на каквито и да е естествени врагове и благоприятните климатични условия хиацинтът се размножава масово, със завидна бързина и в големи количества. Покрива огромни площи от повърхността на езерото, задръства цели заливи и плътната му покривка пречи на достъпа и разтварянето на кислорода във водата. Това от своя страна е сериозна пречка за развитието на всички живи същества, обитаващи тези води и води до намаляване на биологичното разнообразие на обитателите им. Съществува и още един аспект на негативното въздействие на хиацинта. Неговите листа, корени и цветове съдържат вещества, които са отровни за местните растителноядни видове.
Растителната покривка е толкова дебела, че рибарите не могат да влизат с лодките си в езерото. Слънчевата светлина не може да проникне през нея и да достигне до местните водни растения. А унищожаването на тези растения рефлектира върху живите организми, тъй като тази растителност е звено от хранителната верига в езерото. През 1995 г. 80% от бреговата ивица на Уганда е затрупана с хиацинт, а плътният плаващ „тепих“ обхваща около 300 ха от защитените заливи по езерото. През 1998 г. с хиацинт са покрити 20 000 ха от площта на езерото, като най-тежко е засегнат залива Уинам в Кения, при който 17 231 хектара са покрити с тежка растителна маса. През 2007 г. хиацинтът се разраства лавинообразно в залива пред пристанищния град Кисуми и спира възможността за корабоплаване, заради което Кения губи милиони шилинги.
При сериозната скорост на размножаване водният хиацинт оказва силно въздействие и върху живота и развитието на човешката популация в близост до езерото. Плътното му покритие върху езерните води затруднява и намалява водочерпенето и доставките на чиста питейна вода, блокира напоителните канали, увеличава транспортните разходи, силно намалява улова на риба и затруднява разполагането на пунктове за товарене и разтоварване. Освен това нарушава работата на електроцентралите, разположени по бреговете на езерото и особено тази на водопадите Оуен. Плътният растителен килим възпрепятства циркулацията на крайбрежните води и създава благоприятна почва за развитието на маларичния комар. Цялостното му негативно действие предизвиква и увеличава споровете между местните хора, намалява притока на туристи и като цяло е причина за известен отлив на население от бреговете на Виктория. В края на миналия век по неизяснени причини количеството на хиацинта намалява. Предполага се, че една от основните причини е продължителното въздействието на Ел Ниньо в периода 1997 – 1998 г. Сателитните снимки от декември 2006 г. показват, че площта на хиацинта по повърхността на езерото отново се увеличава. Кенийското крайбрежие край заливите Уинам, Кисуму и Някач отново са плътно покрити с растителност, а снимките на НАСА потвърждават тези факти. През този период се изливат необичайно силни дъждове, които отмиват плодородния повърхностен слой на почвата и го отнасят в езерото. Така получената богата хранителна среда подхранва хиацинта и спомага за бързото му разрастване.
Околните държави водят сериозна и агресивна биологична, механична и химическа борба с растението. През 1996 г. в езерото е внесен и разпространен южноамерикански вид хоботник, който снася яйцата си в стеблата на водния хиацинт. Както ларвите, така и възрастните екземпляри от хоботника използват хиацинта като единствен източник на хранителни вещества. Това незамърсяващо третиране на водите води до много добри, но недостатъчни резултати. Затова правителството на Уганда, която е пострадала най-много от хиацинта и въпреки протестите на Министерството на околната среда, започва да третира растението с хербицида 2,4 D – дефолиант, използван от американците във войната с Виетнам. В последните години количествата от това растение бавно започват да намаляват.

## Мерки против замърсяването
Финансовите поощрения за населението в борбата му със замърсяването на езерото Виктория и притоците му са привични в басейна на реките Яла и Няндо. В периода между 1974 и 1985 г. правителствата на Кения, съвместно с шведската Международна агенция за развитие SIDA, са платили на земеделските производители за изграждането на дренажи, които да поемат притока на замърсители и утайки, свличащи се по стръмните склонове на околните планини.
Проектът TransVic определя за Кения, като основен замърсител на водите на езерото за периода 1999–2004 г., река Няндо. С помощта на Министерството на земеделието на Кения TransVic анализира културните и икономически фактори, влияещи върху начина на ползване на земята.
През 2001 г. Източноафриканската общност създава Комисия за басейна на езерото Виктория (LVBC), която да стартира изпълнението на програма за хармонизиране политиката на околните държави по отношение управлението на водите на езерото и водосборния му басейн. Програмата акцентира върху премахването на бедността и участие на местните общности в устойчиво развиващи се практики, щадящи околната среда.
От 2004 г. ICRAF, съвместно със Земеделския изследователски институт на Кения (KARI), провеждат интегриран проект за управление на екосистемата на езерото с акцент върху рехабилитацията на големи площи от влошени и изоставени терени. Създадени са подробни карти на засегнатите територии в Западна Кения и са извършени проучвания за откриване на най-добрите методи за регенериране на земите.
На териториите на околните държави са създадени научноизследователски институти, занимаващи се с изследване и превенция на водите на езерото и околната среда. В Кения това са два института, работещи в град Кисуму – Рибарски морски изследователен институт и Институт за развитие на басейна на езерото Виктория. В Танзания действа Институт за сладководни морски изследвания, а в Уганда – Организация Джинджа за сладководни морски изследвания.